# Визано
Визано (итал. Visano, ломб. Vizà) — коммуна в Италии, в провинции Брешиа области Ломбардия.
Население составляет 1701 человек, плотность населения составляет 155 чел./км². Занимает площадь 11,21 км². Почтовый индекс — 25010. Телефонный код — 030.
Покровителями коммуны почитаются святые апостолы Пётр и Павел, празднование 29 июня.